# Salair
Salair var ett svenskt flygbolag.
Redarfamiljen Salén köpte 1986 genom sitt bolag Salenia det göteborgsbaserade flygbolaget AMA-flyg, Aero Marketing AB, som hade bildats 1963 och gav det det nya namnet Salair. Flygplanstyperna Metro II och Cessna 402 som följde med i köpet såldes och två SAAB 340 av typ QC (Quick Change) köptes in. Dessa kunde användas för passagerartrafik på dagen och fraktflyg på natten. Fraktflygningarna bestod huvudsakligen av postflyg.
År 1988 slogs Salair ihop med Skyways of Scandinavia, med bas Bromma. Skyways flög med Metro III och hade även en beställning på ytterligare en SAAB 340. Det nya bolaget fortsatte under namnet Salair. Huvudkontoret flyttades till Linköping 1989 och verksamheten renodlades till SAAB 340-trafik. Linköping valdes för att utveckla samarbetet med Saab AB. Salair såldes 1991 till Avia. 
Salair fick 1989 som första flygbolag efter SAS tillstånd att flyga på utlandet på linjen Linköping och Köpenhamn. 
Sahlensfären köpte 1992 Avia inklusive Salair och gav det det nya namnet Skyways.